# Moyeuvre-Grande
Moyeuvre-Grande is een gemeente in het Franse departement Moselle in de regio Grand Est. De gemeente maakt deel uit van het arrondissement Thionville. Moyeuvre-Grande telde op 1 januari 2022 7.320 inwoners.

## Geschiedenis
Moyeuvre-Grande was van de zeventiende tot in de twintigste eeuw een centrum van staalfabricage van het de Wendelconcern.
De gemeente maakte tot 1 januari 2015 deel uit van het arrondissement Thionville-Ouest toen het arrondissement werd samengevoegd met het arrondissement Thionville-Est tot het arrondissement Thionville. Moyeuvre-Grande was de hoofdplaats van het gellijknamige kanton tot het op 22 maart 2015 werd opgeheven en de gemeenten werden opgenomen in het kanton Hayange.

## Geografie
De oppervlakte van Moyeuvre-Grande bedroeg op 1 januari 2022 9,59 vierkante kilometer; de bevolkingsdichtheid was toen 763,3 inwoners per km². De gemeente ligt aan de Orne.

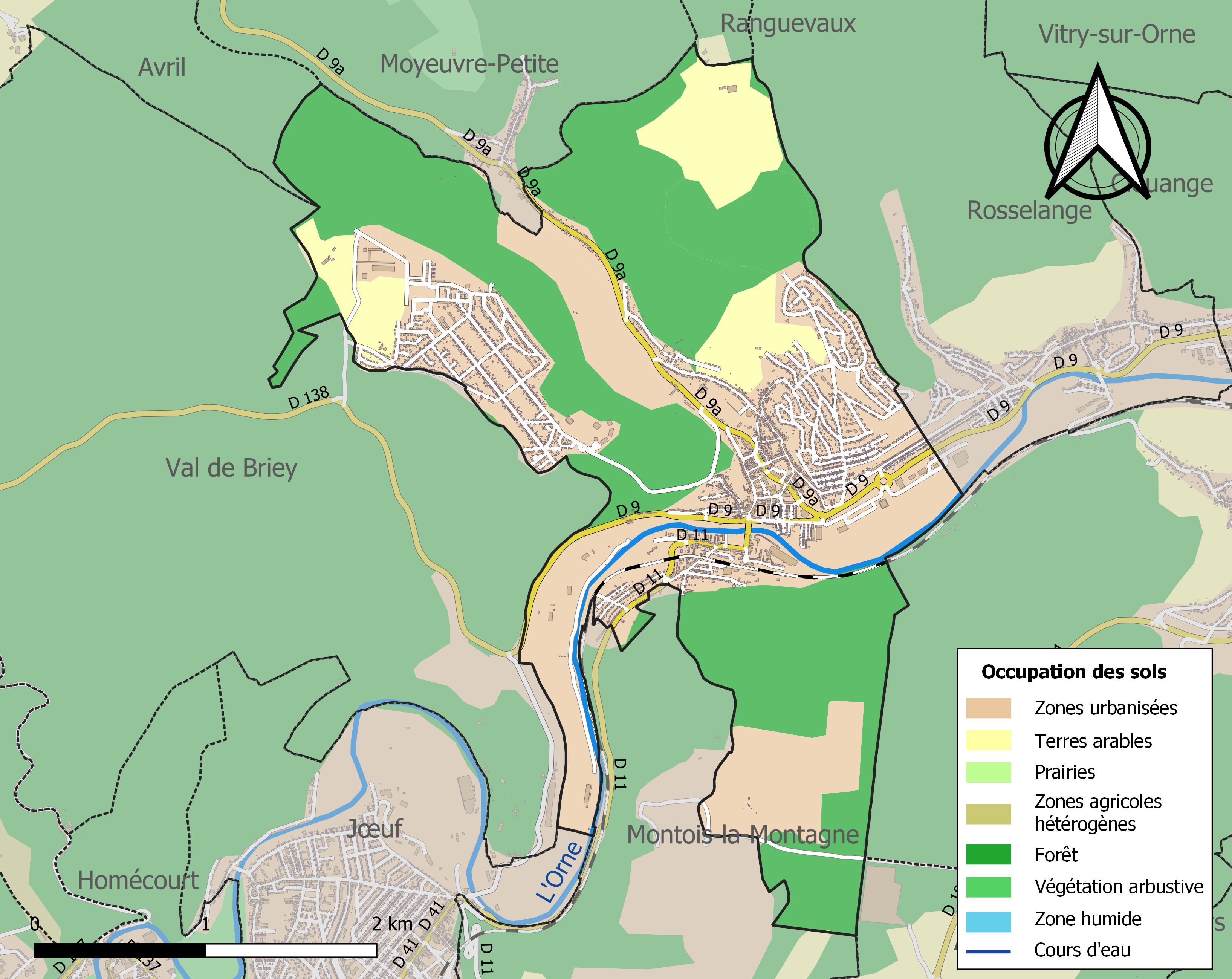
Kaart van de gemeente met de belangrijkste infrastructuur, bodemgebruik en omliggende gemeenten

## Verkeer en vervoer
In de gemeente ligt spoorwegstation Moyeuvre-Grande.

## Demografie
Onderstaande figuur toont het verloop van het inwonertal (bron: INSEE-tellingen).